# Fornelos de Coba
Fornelos de Coba (llamada oficialmente Fornelos de Cova) es un lugar situado en la parroquia de Covelo, del municipio español de Viana del Bollo, en la provincia de Orense, Galicia.

## Demografía
| Gráfica de evolución demográfica de Fornelos de Coba entre 2000 y 2023 |
|                                                                        |
| Datos según el nomenclátor publicado por el INE.                       |